# Guz
Un guz (también escrito gaz; en persa: گز‎; en hindi: गज़) o yarda mogol, es una unidad de longitud usada en distintos lugares de Asia. Históricamente, era una medida regionalmente variable, similar en tamaño a la yarda inglesa, y que como esta, se usaba a menudo para medir productos textiles. Los valores del guz variaron entre 24 a 41 pulgadas (61,0 a 104,1 cm) a lo largo del tiempo. Hoy en día, el término guz se usa generalmente en el subcontinente indio para denominar a la yarda del sistema imperial de unidades. Por ejemplo, la tela de un sari moderno mide 7 guz, mientras que uno tradicional puede medir hasta 9 guz.

## Historia
El uso del guz en la India se estableció por primera vez durante el imperio mogol. En Rayastán, a finales del siglo XVII, un guz medía 28+1/2 de pulgada (72,4 cm). Hacia 1875, el valor medio del guz en Bengala era de 36 pulgadas (1 yd; 914,4 mm), pero era de 33 pulgadas (83,8 cm) en Chennai y de 27 pulgadas (68,6 cm) en Bombay.
El guz se definió de manera uniforme durante el siglo XX, haciéndolo coincidir con la longitud de una yarda del sistema inglés, o de 0,91 metros en el sistema métrico decimal.
El guz todavía se usa comúnmente en el subcontinente indio. Se ha convertido en la palabra estándar en hindi y en urdu para "yarda".

## Nombre
La palabra guz (también deletreada guzz, en ese momento) se introdujo en el Oxford English Dictionary a fines del siglo XIX, habiendo sido originalmente presentada por el destacado lexicógrafo William Chester Minor, originalmente como igual a 28+4/5 de pulgada (73,2 cm) en la India (de modo que "5 guzz = 4 yardas"). La palabra también tiene fama de haberle dado a nombre a la base HMNB Devonport de la Marina Real británica, localizada en Plymouth. El apodo cariñoso de "Guzz", tal como se refieren al astillero (dockyard) los marineros, procede de que solían abreviar el nombre de la base simplemente como "The Yard" (la yarda), lo que a su vez llevó a sustituir este apodo por la palabra en hindi que designa la unidad de medida del mismo nombre.

## Definiciones regionales

### Arabia
En Arabia, varió entre 27 y 37 pulgadas (68,6 y 94,0 cm).

### Persia
En Irán, se informó en la década de 1880 que 1 guz era 37+1/2 de pulgada (95,3 cm) para tela, pero 27 pulgadas (68,6 cm) para la seda y las alfombras.

### Nepal
En Nepal, 1 guz era 1 yarda (0,9 m) en el siglo XX.

## Lecturas relacionadas
- Prinsep, James (1840), Useful tables, forming an appendix to the Journal of the Asiatic Society: part the first, Coins, weights, and measures of British India (2nd edición), Bishop's College Press.

- Datos: Q1539628